# Surface (géométrie analytique)
Pour les articles homonymes, voir Surface.
Ne pas confondre avec les notions de superficie ou d'aire  comme mesure d'un espace concret avec une unité de mesure; voir Surface, aire et superficie.
Les surfaces, en géométrie analytique, sont les ensembles de points sur lequel il est localement possible de se repérer à l'aide de deux coordonnées réelles, par des relations entre les coordonnées de leurs points, qu'on appelle équations de la surface
ou par des représentations paramétriques. 
Cet article étudie les propriétés des surfaces que cette approche (appelée souvent extrinsèque) permet de décrire. Pour des résultats plus approfondis, voir Géométrie différentielle des surfaces.

## Propriétés affines
On suppose dans tout cet article qu'on a muni l'espace d'un repère, dans lequel sont exprimées toutes les coordonnées. 

### Représentation paramétrique
Une nappe paramétrée est la donnée de trois fonctions de deux variables (définies sur un disque ouvert, un rectangle ou
plus généralement un ouvert de {\displaystyle \mathbb {R} ^{2}})
{\displaystyle x=f(u,v),\,y=g(u,v),\,z=h(u,v)}.
qui représentent les coordonnées d'un point M par rapport à un  repère {\displaystyle (O,{\overrightarrow {i}},{\overrightarrow {j}},{\overrightarrow {k}})}
On a envie de dire qu'une surface est l'image d'une nappe paramétrée. Mais quelques précautions sont nécessaires : si on prend f(u,v) = u, g(u,v) = h(u,v) = 0 on a une nappe paramétrée dont l'image est une droite.
Dans le cas où {\displaystyle {\overrightarrow {F}}=(f,g,h)} est injective, tout point M de S admet un couple unique (u , v) pour antécédent.
Un cas particulier important de nappe paramétrée est celui du graphe d'une fonction de deux variables : 
lorsque x = u, y = v, z = h(u , v). On obtient alors une surface représentée par l’équation cartésienne z = h(x , y).

### Équation d'une surface
Étant donné une fonction H de trois variables, l'ensemble des points M dont les coordonnées, dans le repère que l'on s'est donné
vérifient H(x, y, z) = 0 est une surface.
Lorsqu'au voisinage d'un point (x0, y0, z0) de S, l'équation H(x, y, z) = 0 peut être résolue en z, on est ramené, dans ce voisinage, à l'équation cartésienne z = h(x , y). C'est le cas quand {\displaystyle {\frac {\partial H}{\partial z}}(x_{0},y_{0},z_{0})\not =0}.

### Plus de précisions
Si on se contente des points de vue qui précèdent, on obtient des exemples qu'il vaudrait mieux exclure (cf. la nappe {\displaystyle (u,v)\mapsto (u,0,0)}). De plus passer du paramétrage à une équation ou inversement n'a rien d'évident.

Une nappe paramétrée {\displaystyle {\overrightarrow {F}}=(f,g,h)} est régulière si
1. {\displaystyle {\overrightarrow {F}}} est de classe {\displaystyle C^{1}}
2. les vecteurs {\displaystyle {\frac {\partial {\overrightarrow {F}}}{\partial u}}} et {\displaystyle {\frac {\partial {\overrightarrow {F}}}{\partial v}}} sont partout linéairement indépendants.

Exemples
- La nappe paramétrée associée à une surface d'équation cartésienne z=h(x,y) est régulière (si h est {\displaystyle C^{1}})

- Si F est {\displaystyle C^{1}}, et si ses dérivées partielles ne s'annulent pas simultanément sur {\displaystyle F^{-1}(0)}, alors  {\displaystyle F^{-1}(0)} est localement un  graphe, d'après le théorème des fonctions implicites.

En fait, un cas particulier du théorème des fonctions implicites est le résultat suivant.
Théorème — Pour une partie {\displaystyle S\subset \mathbb {R} ^{3}} les deux propriétés suivantes sont équivalentes :
- Pour tout {\displaystyle M\in S} il existe un ouvert U de {\displaystyle \mathbb {R} ^{3}} tel que {\displaystyle U\cap S} soit l'image d'une nappe paramétrée régulière.
- Pour tout {\displaystyle M\in S} il existe un ouvert V de {\displaystyle \mathbb {R} ^{3}} tel que {\displaystyle V\cap S} soit (après permutation des coordonnées au besoin) le graphe d'une fonction {\displaystyle C^{1}}.

En pratique, les surfaces que l'on étudie sont le plus souvent des réunions d'image de nappes régulières. Quand ce n'est pas le cas, on regarde au cas par cas.

### Exemples
- La sphère de centre O et de rayon 1 a pour équation {\textstyle x^{2}+y^{2}+z^{2}=1}. On peut aussi considérer la nappe paramétrée

qui est régulière et injective sur {\textstyle [0,2\pi [\times ]-{\frac {\pi }{2}},{\frac {\pi }{2}}[} mais non surjective. Les nombres u et v correspondent à la longitude et à la latitude des géographes. Mais la régularité se perd pour {\textstyle v=\pm {\frac {\pi }{2}}}. En tout état de cause, il est impossible de réaliser la sphère tout entière avec une nappe régulière injective : une telle nappe donnerait un homéomorphisme de la sphère avec un ouvert du plan.
- l'équation {\displaystyle z^{2}=x^{2}+y^{2}} représente le cône de révolution d'axe Oz et d'angle {\textstyle {\frac {\pi }{4}}}.

C'est l'image de la nappe paramétrée
qui est régulière si {\displaystyle r\not =0}.
- une surface de révolution d'axe Oz peut être réalisée par une équation de la forme {\textstyle F(r,z)=0} (avec {\textstyle r={\sqrt {x^{2}+y^{2}}}}) ou une nappe paramétrée {\textstyle (r,\theta )\mapsto \left(r\cos \theta ,r\sin \theta ,f(r)\right)}.

### Courbes coordonnées
Soit S la surface définie par {\displaystyle {\overrightarrow {OM}}={\overrightarrow {F}}(u,v)} avec {\displaystyle v=v_{0}} (constante), cette surface d'équation {\displaystyle {\overrightarrow {OM}}={\overrightarrow {F}}(u,v_{0})} est appelée courbe coordonnée {\displaystyle C_{v_{0}}}.
Quand {\displaystyle v_{0}} parcourt toutes les valeurs acceptables {\displaystyle v_{0},v_{1},v_{2},...v_{n}}, la réunion des courbes {\displaystyle C_{v_{0}},C_{v_{1}},C_{v_{2}},...C_{v_{n}},} est la surface S.
Le même procédé vaut pour la définition des courbes {\displaystyle C_{u_{0}}} d'équation {\displaystyle {\overrightarrow {OM}}={\overrightarrow {F}}(u_{0},v)}.

### Courbe tracée sur une surface
Elle est définie par une application {\displaystyle t\mapsto f(u,v)} et est constituée de l'ensemble des points M d'équation :
{\displaystyle {\overrightarrow {OM}}={\overrightarrow {F}}(u(t),v(t))}, contenue dans S et dite tracée sur S.

### Tangentes et plan tangent à une surface
On appelle tangente à une surface S au point {\displaystyle M_{0}} toute tangente à une courbe tracée sur S contenant {\displaystyle M_{0}}.
Soit {\displaystyle f} une fonction {\displaystyle (u,v)\mapsto {\overrightarrow {OM}}(u,v)} et, au voisinage de {\displaystyle u_{0},v_{0}}, les dérivées partielles vectorielles {\displaystyle {\frac {\overrightarrow {\partial M}}{\partial u}}} et {\displaystyle {\frac {\overrightarrow {\partial M}}{\partial v}}} continues en {\displaystyle u_{0},v_{0}}.
Si les vecteurs {\displaystyle {\frac {\overrightarrow {\partial M}}{\partial u}}} et {\displaystyle {\frac {\overrightarrow {\partial M}}{\partial v}}} sont indépendants (non colinéaires), tous les vecteurs tangents en {\displaystyle M_{0}} aux courbes tracées sur {\displaystyle S} et passant par ce point
sont dans le plan passant par {\displaystyle M_{0}} et contenant ces deux vecteurs.
C'est par définition le plan tangent à {\displaystyle S} au point {\displaystyle M_{0}}.
Soit un plan tangent défini par le point {\displaystyle M_{0}(x_{0},y_{0},z_{0})}, et deux vecteurs non colinéaires :
{\displaystyle {\frac {\overrightarrow {\partial M}}{\partial u_{0}}}=\left({\frac {\partial x}{\partial u_{0}}},{\frac {\partial y}{\partial u_{0}}},{\frac {\partial z}{\partial u_{0}}}\right)}, et
{\displaystyle {\frac {\overrightarrow {\partial M}}{\partial v_{0}}}=\left({\frac {\partial x}{\partial v_{0}}},{\frac {\partial y}{\partial v_{0}}},{\frac {\partial z}{\partial v_{0}}}\right)}
Son équation est :
{\displaystyle {\begin{vmatrix}x-x_{0}&{\frac {\partial x}{\partial u_{0}}}&{\frac {\partial x}{\partial v_{0}}}\\y-y_{0}&{\frac {\partial y}{\partial u_{0}}}&{\frac {\partial y}{\partial v_{0}}}\\z-z_{0}&{\frac {\partial z}{\partial u_{0}}}&{\frac {\partial z}{\partial v_{0}}}\end{vmatrix}}=0\,}
Par exemple si l'équation de {\displaystyle S\,} est de la forme {\displaystyle z=h(x,y)\,}, en posant 
{\displaystyle p=h_{x}^{\prime }(x_{0},y_{0}),} et {\displaystyle q=h_{y}^{\prime }(x_{0},y_{0}),} on a :
Si l'équation de {\displaystyle S\,} est de forme implicite {\displaystyle f(x,y,z)=0\,} et si l'une des dérivées partielles de f en {\displaystyle (x_{0},y_{0},z_{0})} est non nulle, on  peut se ramener au cas ci-dessus grâce au théorème des fonctions implicites.
Par exemple si {\displaystyle f_{z}^{\prime }(x_{0},y_{0},z_{0})\not =0}, on peut écrire {\displaystyle z=h(x,y)\,}, et l'on a 
L'équation du plan tangent s'écrit alors
ou, sous forme vectorielle,

## Propriétés métriques

### Normale à une surface
Le plan tangent à la surface {\displaystyle S\,} au point  {\displaystyle M_{0}\,} est engendré par les vecteurs {\displaystyle {\frac {\overrightarrow {\partial M}}{\partial u_{0}}}} et {\displaystyle {\frac {\overrightarrow {\partial M}}{\partial v_{0}}}}.
On appelle normale à la surface {\displaystyle S\,} au point  {\displaystyle M_{0}\,} la normale au plan tangent : elle admet donc pour vecteur directeur {\displaystyle {\frac {\overrightarrow {\partial M}}{\partial u_{0}}}\wedge {\frac {\overrightarrow {\partial M}}{\partial v_{0}}}}.
Ses équations sont :
avec, par exemple, le jacobien  {\displaystyle {\frac {\partial (y,z)}{\partial (u_{0},v_{0})}}} égal à {\displaystyle {\begin{vmatrix}{\frac {\partial y}{\partial u_{0}}}&{\frac {\partial y}{\partial v_{0}}}\\{\frac {\partial z}{\partial u_{0}}}&{\frac {\partial z}{\partial v_{0}}}\end{vmatrix}}}.
Dans le cas où la surface {\displaystyle S\,} est définie par une équation cartésienne {\displaystyle z=h(x,y)}, l'équation de la normale en  {\displaystyle S\,} au point  {\displaystyle M_{0}\,} est donnée par 
Dans le cas où la surface {\displaystyle S\,} est définie par une équation implicite {\displaystyle f(x,y,z)}, la normale en  {\displaystyle S\,} au point  {\displaystyle M_{0}\,} a pour vecteur directeur le gradient de {\displaystyle f\,} en {\displaystyle M_{0}\,}, et l'équation s'écrit
ou, sous forme vectorielle :

### Intersection de deux surfaces

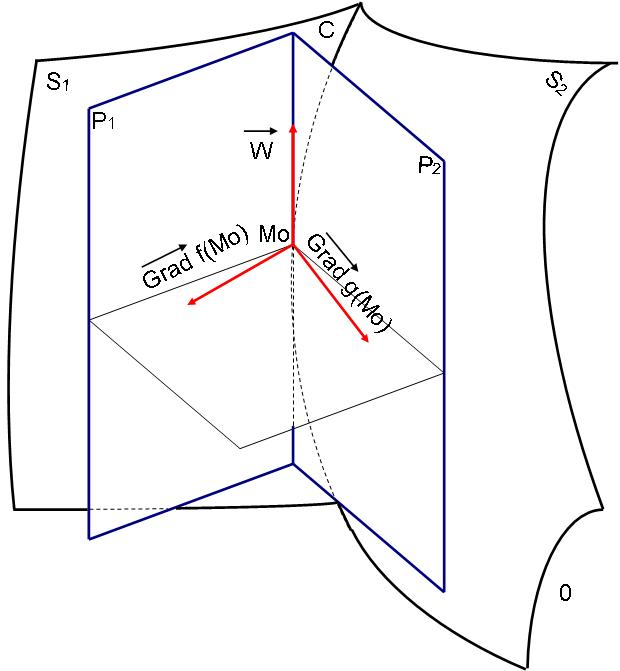

Soit la courbe {\displaystyle C\,}, intersection des surfaces {\displaystyle S_{1}\,} et  {\displaystyle S_{2}\,} dont les équations sont :
{\displaystyle S_{1}\mapsto f(x,y,z)=0}, et {\displaystyle S_{2}\mapsto g(x,y,z)=0}.
Ces deux surfaces admettent chacune un plan tangent en {\displaystyle M_{0}(x_{0},y_{0},z_{0})}, respectivement notés {\displaystyle P_{1}\,} et {\displaystyle P_{2}\,}.
La droite résultant de l'intersection des plans {\displaystyle P_{1}\,} et {\displaystyle P_{2}\,} est la tangente en {\displaystyle M_{0}} à {\displaystyle C\,}. 
Elle admet pour vecteur directeur :
Soit l'équation :

L'équation du plan normal à {\displaystyle C\,} en {\displaystyle M_{0}\,} est le plan défini par {\displaystyle M_{0},\mathbf {grad} ~f(M_{0}),\mathbf {grad} ~g(M_{0})\,},
Son équation est : 
{\displaystyle {\begin{vmatrix}x-x_{0}&{\frac {\partial f}{\partial x}}(M_{0})&{\frac {\partial g}{\partial x}}(M_{0})\\y-y_{0}&{\frac {\partial f}{\partial y}}(M_{0})&{\frac {\partial g}{\partial y}}(M_{0})\\z-z_{0}&{\frac {\partial f}{\partial z}}(M_{0})&{\frac {\partial g}{\partial z}}(M_{0})\end{vmatrix}}=0\,}